# ホビット 思いがけない冒険
『ホビット 思いがけない冒険』（The Hobbit: An Unexpected Journey）は、ピーター・ジャクソン監督による2012年のアメリカ・ニュージーランド合作のファンタジー映画。J・R・R・トールキンが1937年に発表した小説『ホビットの冒険』を原作とした『ホビット』三部作の1作目。
また、劇場公開版に未公開シーン約13分を追加した『エクステンデッド・エディション（EE）』を映像ソフトで発表している。

## 概要
「指輪物語」を映画化した『ロード・オブ・ザ・リングシリーズ』（以下、『ロード』）の続編であり、前章ともなる新シリーズの第1作。舞台は『ロード』より60年前の中つ国となり、『ロード』でわずかに語られていたのみだったビルボ・バギンズがガンダルフと共にトーリン・オーケンシールド率いる13人のドワーフに加わって冒険に旅立ち、竜のスマウグに支配されたはなれ山を奪還する旅を描く。2012年11月28日にニュージーランドで封切られ、12月12日より一般公開が始まった。
脚本はピーター・ジャクソン、彼と長年仕事を共にしているフラン・ウォルシュとフィリッパ・ボウエン、そして2010年までプロジェクトに参加していたギレルモ・デル・トロが執筆した。

## あらすじ
111歳の誕生日を迎えるビルボはある物語を書いていた。それは60年前、若かりし頃の自分が体験した、遠い記憶の彼方の冒険談である。
ホビット庄の袋小路屋敷に魔法使いのガンダルフがやってきた。彼は冒険好きで知られたトゥック翁の古い友人だった。彼の血筋を見抜いていたガンダルフはビルボを冒険へと誘う。しかし、「元来ホビット族は旅を好まず、平凡な日常を愛する種族だ」としてビルボは断った。その夜、袋小路屋敷に12人のドワーフ族が訪れた。ガンダルフが彼らの集合場所にビルボの家を選んだのだ。困惑するビルボをよそに、ドワーフ達は宴会を始めて大騒ぎし、ガンダルフもこれに興じる。そして最後にもう一人、ドワーフ族の世継トーリンがやって来る。彼らは邪竜スマウグに支配されたはなれ山の下の国・エレボールの再建を目指しているのだった。ガンダルフは忍びの技と大きな勇気を持つものとしてビルボを14人目の仲間に選んだのだ。「見知らぬ土地で野垂れ死になんてごめんだ」と同行を拒否するビルボに、ガンダルフは「真の世界は本や地図ではなく、あの窓の外にあるのだ」と説得するが、頑として受け付けなかった。しかし、一行が旅だった翌朝、急に寂しさがこみ上げ、彼の心に眠っていた冒険心が浮かび上がる。大急ぎでビルボは荷造りをし、一行を追って走り出した。
トーリンと契約書を交わしたビルボは正式に仲間として旅に同行することになった。旅を始めて早々、ドワーフたちはウィリアム、バート、トムの怪物に捕まり食べられそうになるが、ビルボの機転とガンダルフの助けで難を逃れる。同じ頃、かつてトーリンの祖父スロールを殺したオークの王アゾグが彼の首を狙い手下たちを差し向けた。ビルボたちは魔法使いラダガストが囮となっている間に逃げようとするが、オークたちに気付かれてしまい岩の下に逃れ、エルフが暮らす裂け谷に辿り着いた。ガンダルフはエレボールに戻るための地図の解読を領主のエルロンドに頼もうとするが、トーリンはスマウグ襲来の際にエルフの王スランドゥイルが助けてくれなかったことから、エルフに助力を乞うことを拒否した。しかし、ガンダルフの説得で地図の解読を依頼したトーリンは、地図の解読が終わるとすぐに仲間を連れて裂け谷を離れた。同じ頃、ガンダルフはガラドリエルとサルマンと会談し、中つ国に闇の力が迫っていることを伝え、トーリンたちの後を追う。
トーリンたちは霧ふり山脈で一夜を過ごそうとするが、トーリンから「足手まとい」と言われたビルボは意気消沈してホビット庄に戻ろうとする。ボフールと別れを交わして帰ろうとするが、直後にゴブリンの罠にかかりドワーフたちは捕まってしまう。ゴブリンの首領である大ゴブリンは、トーリンを引き渡して懸賞金を得ようとアゾグに使いを出す。一方、洞窟の奥深くにある地底湖に落ちたビルボは、そこでゴラムと出くわし、彼が落とした一つの指輪を拾う。ビルボは地底湖から脱出してトーリンたちに合流するためゴラムに謎かけ勝負を挑み勝利するが、指輪がないことに気付いたゴラムに襲われ、指輪をはめ姿を消して逃げ出す。同じ頃、追い着いたガンダルフによって助け出されたトーリンたちも洞窟を脱出し、ビルボは彼らに合流する。そこにアゾグが現れ、トーリンたちは木の上に逃げるが、トーリンは木を降りてアゾグに一騎討ちを挑み敗れる。ビルボは止めを差そうとするアゾグに立ち向かいトーリンを助け、ガンダルフが呼んだ大ワシによってオークたちは蹴散らされる。アゾグから逃れたトーリンはビルボに足手まといと言ったことを詫び、改めて仲間として受け入れる。仲間として迎え入れられたビルボは、トーリンたちと共にはなれ山への旅を続ける。
はなれ山。ツグミがカタツムリを石にぶつける音で宮殿内部にて眠りについていたスマウグが目を覚ます。

## キャスト
※括弧内は日本語吹き替え
- ビルボ・バギンズ（青年期） - マーティン・フリーマン（森川智之）
- ビルボ・バギンズ（晩年） - イアン・ホルム（山野史人）
- ガンダルフ - イアン・マッケラン（羽佐間道夫[注釈 1]）
- ガラドリエル - ケイト・ブランシェット（塩田朋子）
- エルロンド - ヒューゴ・ウィーヴィング（菅生隆之）
- サルマン - クリストファー・リー（家弓家正）
- ラダガスト - シルヴェスター・マッコイ（英語版）（野島昭生）
- フロド・バギンズ - イライジャ・ウッド（浪川大輔）
- ゴラム - アンディ・サーキス（チョー[注釈 2]）
- スランドゥイル - リー・ペイス（森田順平）
- トーリン・オーケンシールド - リチャード・アーミティッジ（東地宏樹）
- ドワーリン - グレアム・マクタヴィッシュ（玄田哲章）
- バーリン - ケン・ストット（稲垣隆史）
- キーリ - エイダン・ターナー（土田大）
- フィーリ - ディーン・オゴーマン（落合弘治）
- ドーリ - マーク・ハドロウ（英語版）（茶風林）
- ノーリ - ジェド・ブロフィー（英語版）（佐藤せつじ）
- オーリ - アダム・ブラウン（英語版）（宮田幸季）
- オイン - ジョン・カレン（英語版）（小島敏彦）
- グローイン - ピーター・ハンブルトン（英語版）（稲葉実）
- ビフール - ウィリアム・キルシャー（英語版）
- ボフール - ジェームズ・ネスビット（平田広明）
- ボンブール - スティーヴン・ハンター（英語版）
- アゾグ - マヌー・ベネット(声)

## 製作
ピーター・ジャクソン監督・脚本・製作による『ロード・オブ・ザ・リング』三部作（2001年 - 2003年）が商業的、批評的に成功した数年後、J・R・R・トールキンの小説『ホビットの冒険』（1937年）の映画化企画に入った。ジャクソンは当初、製作にまわり、ギレルモ・デル・トロが『ホビット』2部作を監督する予定であった。デル・トロはジャクソンら製作チームと共に約2年の作業に係わるが、2010年5月にメトロ・ゴールドウィン・メイヤーの財政難問題で撮影開始が遅れていることを理由に監督を降板した。同年10月にジャクソンが監督することが発表された。
『ホビット』シリーズは『ロード・オブ・ザ・リング』シリーズのように全作分一気に撮影される。主要撮影は2011年3月21日にニュージーランドで始まり、266日の撮影を経て、2012年7月6日に完了した。『思いがけない冒険』のピックアップも同様に2012年7月に行われた。『思いがけない冒険』の作業はウェリントンでのプレミアの2日前の11月26日まで行われた。

### ストーリー
- 物語はシリーズ初の回想形式で進行し、ビルボがフロド宛に自身の冒険談を本に書いて残すという形式になっている。実際は劇中に何度か現在のビルボを登場させるつもりだったが、2時間40分と長尺なことや、映画のテンポを考慮して、現在のビルボは冒頭の登場のみに留まっている。
- 前シリーズよりもより原作に忠実な部分が多い。ビルボの旅と同時に冥王サウロンの復活の予兆、エルフ族とドワーフ族との対立に至るまでの過程も描かれる。

### キャラクター、キャストなど
- 前シリーズの重要人物で原作には登場しないキャラクターとしてフロド、ガラドリエル、サルマンがわずかに登場する。
- ラダガストは原作に名前が登場するのみだったが、本作で重要な役割を担う。「泥棒!火事だ!人殺し!」という台詞は、原作でスマウグがビルボにカップを盗まれたのに気づいた時の叫び声であり、原作ファンにしかわからないお遊び。
- トーリン[10]、バーリンは『ロード・オブ・ザ・リング』で名前のみ登場している。グローインは『ロード・オブ・ザ・リング』で裂け谷の会議に参加している。
- ビルボ一行を捕らえるトロルの3人組は『ロード・オブ・ザ・リング』にもわずかに登場する。誕生会でビルボが子供たちに語っていたエピソードもこれである。
- オークの首領アゾグは原作では『指輪物語・追補編』に登場する。こちらではモリアの戦いで本当に死んでおり(殺したのはトーリンではなくダインという違いがある)オーク軍の指揮官として登場するのは息子のボルグである。映画オリジナルに脚色してトーリンの宿敵として登場させた。
- 太古の竜スマウグの目玉は冥王サウロンの目に意図的に酷似させている。

### 音楽
『思いがけない冒険』の音楽はハワード・ショアが作曲した。2012年12月11日にオリジナルサウンドトラック盤が発売された。通常版と特別版の2種類が発売され、どちらも2枚組である。録音はロンドンのアビー・ロード・スタジオで行われた。『ロード・オブ・ザ・リング』の一部の音楽が再利用されている。

#### 通常版
| #   | タイトル                                                           | 作詞 | 作曲・編曲 | 時間 |
| --- | ------------------------------------------------------------------ | ---- | ---------- | ---- |
| 1.  | 「新愛なるフロド」                                                 |      |            | 8:04 |
| 2.  | 「旧友」                                                           |      |            | 4:29 |
| 3.  | 「思いがけないお客たち」                                           |      |            | 3:52 |
| 4.  | 「斧か剣か?」                                                      |      |            | 5:57 |
| 5.  | 「霧ふり山脈」(歌: リチャード・アーミティッジとドワーフ・キャスト) |      |            | 1:42 |
| 6.  | 「冒険のはじまり」                                                 |      |            | 2:04 |
| 7.  | 「世界が待っている」                                               |      |            | 2:19 |
| 8.  | 「いにしえの敵」                                                   |      |            | 4:58 |
| 9.  | 「茶のラダガスト」                                                 |      |            | 4:54 |
| 10. | 「ヒツジのあぶり肉」                                               |      |            | 4:02 |
| 11. | 「トロルのお宝」                                                   |      |            | 2:38 |
| 12. | 「死人遣いの丘」                                                   |      |            | 3:50 |
| 13. | 「ワーグの斥候」                                                   |      |            | 3:02 |

| #   | タイトル                             | 作詞 | 作曲・編曲 | 時間 |
| --- | ------------------------------------ | ---- | ---------- | ---- |
| 1.  | 「隠れ谷」                           |      |            | 3:50 |
| 2.  | 「月光文字」                         |      |            | 3:20 |
| 3.  | 「穢れの王」                         |      |            | 1:13 |
| 4.  | 「白の会議」                         |      |            | 7:19 |
| 5.  | 「山の上」                           |      |            | 3:43 |
| 6.  | 「雷合戦」                           |      |            | 3:55 |
| 7.  | 「山の底」                           |      |            | 1:55 |
| 8.  | 「くらやみでなぞなぞ問答」           |      |            | 5:21 |
| 9.  | 「真鍮のボタン」                     |      |            | 7:37 |
| 10. | 「一難去って」                       |      |            | 5:54 |
| 11. | 「吉兆」                             |      |            | 5:64 |
| 12. | 「はなれ山の歌」(歌: ニール・フィン) |      |            | 4:09 |
| 13. | 「袋小路屋敷を夢見ながら」           |      |            | 1:49 |

#### 特別版
特別版では6曲が拡張され、ボーナストラックが6曲追加された。
| #   | タイトル                                                                 | 作詞 | 作曲・編曲 | 時間 |
| --- | ------------------------------------------------------------------------ | ---- | ---------- | ---- |
| 1.  | 「My Dear Frodo」                                                        |      |            | 8:03 |
| 2.  | 「Old Friends」(拡張版)                                                  |      |            | 5:00 |
| 3.  | 「An Unexpected Party」                                                  |      |            | 4:08 |
| 4.  | 「Blunt the Knives」(歌: ドワーフ・キャスト、追加されたボーナストラック) |      |            | 1:01 |
| 5.  | 「Axe or Sword?」                                                        |      |            | 5:59 |
| 6.  | 「Misty Mountains」(歌: リチャード・アーミティッジとドワーフ・キャスト)  |      |            | 1:42 |
| 7.  | 「The Adventure Begins」                                                 |      |            | 2:04 |
| 8.  | 「The World is Ahead」                                                   |      |            | 2:19 |
| 9.  | 「An Ancient Enemy」                                                     |      |            | 4:56 |
| 10. | 「Radagast the Brown」(拡張版)                                           |      |            | 6:37 |
| 11. | 「The Trollshaws」(追加されたボーナストラック)                           |      |            | 2:08 |
| 12. | 「Roast Mutton」(拡張版)                                                 |      |            | 4:56 |
| 13. | 「A Troll-hoard」                                                        |      |            | 3:38 |
| 14. | 「The Hill of Sorcery」                                                  |      |            | 3:50 |
| 15. | 「Warg-scouts」                                                          |      |            | 3:02 |

| #   | タイトル                                                        | 作詞 | 作曲・編曲 | 時間 |
| --- | --------------------------------------------------------------- | ---- | ---------- | ---- |
| 1.  | 「The Hidden Valley」                                           |      |            | 2:49 |
| 2.  | 「Moon Runes」(拡張版)                                          |      |            | 3:39 |
| 3.  | 「The Defiler」                                                 |      |            | 1:14 |
| 4.  | 「The White Council」(拡張版)                                   |      |            | 9:40 |
| 5.  | 「Over Hill」                                                   |      |            | 3:42 |
| 6.  | 「A Thunder Battle」                                            |      |            | 3:54 |
| 7.  | 「Under Hill」                                                  |      |            | 1:54 |
| 8.  | 「Riddles in the Dark」                                         |      |            | 5:21 |
| 9.  | 「Brass Buttons」                                               |      |            | 7:37 |
| 10. | 「Out of the Frying-Pan」                                       |      |            | 5:55 |
| 11. | 「A Good Omen」                                                 |      |            | 5:45 |
| 12. | 「Song of the Lonely Mountain」(performed by Neil Finn、拡張版) |      |            | 6:00 |
| 13. | 「Dreaming of Bag End」                                         |      |            | 1:56 |
| 14. | 「A Very Respectable Hobbit」(追加されたボーナストラック)       |      |            | 1:20 |
| 15. | 「Erebor」(追加されたボーナストラック)                          |      |            | 1:19 |
| 16. | 「The Dwarf Lords」(追加されたボーナストラック)                 |      |            | 2:01 |
| 17. | 「The Edge of the Wild」(追加されたボーナストラック)            |      |            | 3:34 |

## 配給

### マーケティング
1本目の予告編は2011年12月21日、ジャクソンが製作した映画『タンタンの冒険/ユニコーン号の秘密』のアメリカ合衆国での上映時に公開され、また同日にインターネットでも公開された。
ジャクソン、フリーマン、マッケラン、アーミティッジ、アーキス、ウッド、フィリッパ・ボウエンらは2012年のコミコン・インターナショナルでプロモーションのために登場し、また12分のフッテージが上映された。
2012年10月8日、『思いがけない冒険』のプレミアが行われるウェリントン市長のセリア・ウェイド＝ブラウンは、1週間限定で都市名を「Middle of Middle-earth」に改名することを発表した。

### 封切り

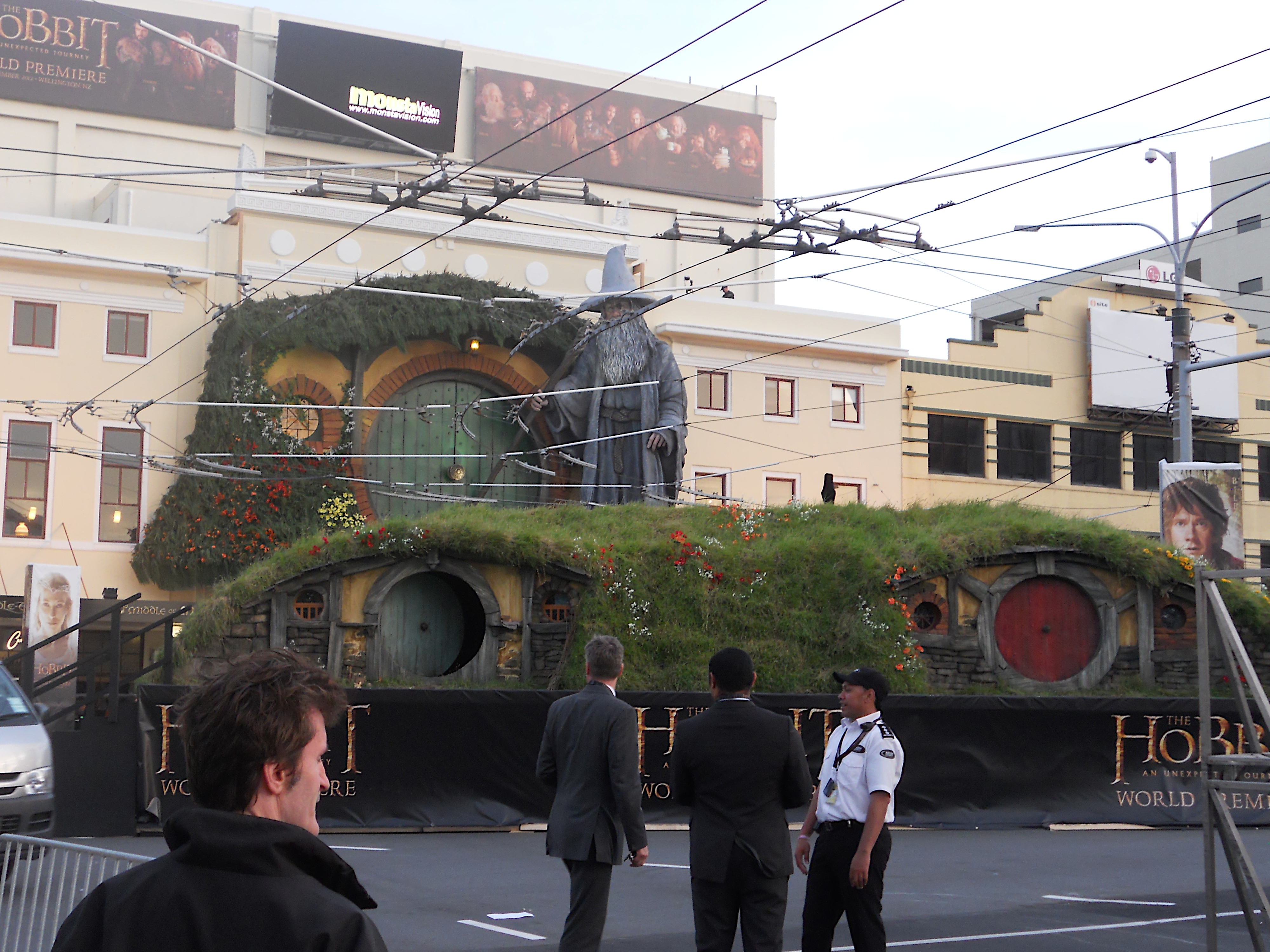
ワールド・プレミアが行われたウェリントンのエンバシー・シアター外に設置されたスタンディ。

ワールドプレミアは2012年11月28日にニュージーランドのウェリントンで行われた。ニュージーランドでは2012年12月12日に公開された。ヨーロッパでは12月13日、インド、カナダ、アメリカ合衆国、日本では14日、オーストラリアでは26日（ボクシング・デー）に公開される。2012年12月12日には第65回ロイヤル・フィルム・パフォーマンスで上映される。
約10万人がこの映画のプレミアのためにコートニープレイスのレッドカーペットを並んだと言われ、イベント全体はニュージーランドのテレビ中継だけでなく、インターネットでストリーミングもされた。

### ホームメディア
ワーナー・ブラザースは2013年第4四半期にエクステンデッド版のBlu-rayとDVDを発売する予定である。

#### 日本での発売アイテム
発売元はワーナー・ホーム・ビデオ。
- 【初回限定生産】ホビット 思いがけない冒険 ブルーレイ&DVDセット（3枚組、2013年4月17日発売）
- 【初回限定生産】ホビット 思いがけない冒険 3D&2D ブルーレイセット（4枚組、2013年4月17日発売）
- ホビット 思いがけない冒険 DVD（1枚組、2013年4月17日発売）
- 【初回限定生産】ホビット 思いがけない冒険 エクステンデッド・エディション Blu-ray（5枚組、2013年11月13日発売）
- 【初回限定生産】ホビット 思いがけない冒険 エクステンデッド・エディション DVD（5枚組、2013年11月13日発売）

### 興行収入
2013年3月9日時点で全世界で10億149万5997ドルを売り上げている。
アメリカ合衆国とカナダでは2012年12月14日に4000館以上で封切られ、初日深夜に1300万ドル、初日全体で3750万ドルを売り上げ、『ロード・オブ・ザ・リング/王の帰還』の3450万ドルという12月の初日興行収入記録を塗り替えた。初週末3日間では8460万ドルを売上げ、『アイ・アム・レジェンド』（7720万ドル）を超えて、12月公開作品としては歴代最高の初動成績となった。